# Чхве Чхун
Чхве Чхун (кор. 최충 崔冲, 985—1068) — ученый Корё, поэт, принадлежащий к роду Чхве из Хэджу. Его называют «Конфуцием Восточного моря» (해동공자). Служил при шести королях Корё на высоких постах, основал первую в истории Кореи частную школу Кудже хактан (구재학당). Многие ученики Чхве Чхуна впоследствии стали чиновниками высшего ранга. Считается «дедушкой корейской образовательной системы».